# أبريل لوتون
أبريل لوتون (بالإنجليزية: April Lawton)‏ هي عازفة قيثارة وموسيقية أمريكية، ولدت في 30 يوليو 1948، وتوفيت في 23 نوفمبر 2006.

## وصلات خارجية
- أبريل لوتون على موقع ميوزك برينز (الإنجليزية)
- أبريل لوتون على موقع ديسكوغز (الإنجليزية)